# نادي لا باس
نادي لا باس لكرة القدم (بالإنجليزية: La Passe FC)‏ هو نادي كرة قدم يقع مقرة في جزيرة لا ديغو في سيشل، أُسس في عام 1992، يلعب النادي في دوري سيشل الدرجة الأولى والذي فاز به 4 مرات.

## روابط خارجية
- نادي لا باس على موقع كووورة